# エフエム津山
株式会社エフエム津山（エフエムつやま）は、岡山県津山市の一部地域を放送区域とする超短波放送（FM放送）をしていた特定地上基幹放送事業者である。
MegaWAVE76.3（メガウェーブナナロクサン）の愛称でコミュニティ放送を行っていた。

## 概要
2010年（平成22年）7月開局。津山市ではつやまコミュニティFM（愛称：エフエムつやま）が前年の2009年（平成21年）12月に開局しており、競合関係となった。
開局当初の愛称はレディオつやま。本社・演奏所（スタジオ）は津山市戸川町にあった。
送信所は津山市井口の神南備山山頂にあり、放送局（現・特定地上基幹放送局）の呼出符号はJOZZ8AS-FM、呼出名称はレディオつやま、周波数76.3MHz、空中線電力20Wで送信していた。予備免許申請時の聴取可能世帯数は15,475世帯、津山市全体では約40,000世帯。
岡山県北のタウン情報誌「JAKEN」を発行するスタジオア・ビアント他二者がマスメディア集中排除原則にいう支配関係にあった。スタジオア・ビアントは最後まで筆頭株主であり、JAKENとタイアップしての番組企画・広告企画を展開した。
2011年（平成23年）2月に本社・スタジオを津山市鉄砲町に移転。
2012年（平成24年）3月1日より放送休止。同年4月5日に「収録放送」という形で不定期に番組をインターネット配信すると発表、8月20日に放送を再開した。この間に本社・スタジオを津山市小田中に移転した。
再開時に愛称を「MegaWAVE76.3」に改称し、イメージキャラクターの763（NAROMI）を設定した。音楽のみの放送で再開したが後に音楽放送の合間に番組を挿入する編成となった。
2020年（令和2年）10月に閉局した。

## 沿革
- 2009年（平成21年）
  - 9月28日 - 放送局の予備免許を取得[8]。
  - 12月4日 - 株式会社エフエム津山設立。
- 2010年（平成22年）
  - 5月20日 - 試験電波発射開始。
  - 6月14日 - 放送局の免許を取得。
  - 7月1日 - 開局。本社・スタジオは津山市戸川町に設置。
- 2011年（平成23年）
  - 2月1日 - 本社・スタジオを津山市鉄砲町に移転。
  - 6月30日 - 17時40分から22時14分まで4時間34分、落雷による中継回線設備故障で放送中断。
  - 12月6日 - 中国総合通信局より上記の放送中断事故に関して行政指導を受ける[9]。
- 2012年（平成24年）
  - 2月16日 - 3月1日から8月30日までの放送休止を届出[10]。
  - 3月1日 - 放送休止。休止期間中に本社・スタジオを津山市小田中に移転。
  - 8月20日 - 放送再開。愛称をMegaWAVE76.3に改称し、イメージキャラクターを設定。
- 2020年（令和2年）
  - 10月21日 - 同年10月25日をもって廃局する旨を届出[7]。
  - 10月25日 - 23時に停波、閉局。

## 編成

### 放送時間
開局当初は主にJ-WAVEの番組がネットされた。2010年10月以降、7時00分から24時00分までの1日17時間放送で、深夜帯は放送休止していた。
放送再開以後は、1日の起点を8時00分に設定した基本24時間編成となり、午前〜夕方は音楽番組、夕方以降は生番組や他社制作の番組で構成された。

### 番組
2020年5月時点
- 毎日
  - Music Surfing（月 - 土 8時00分 - 17時00分、月 - 金 18時00分 - 19時30分、21時00分 - 22時00分、23時00分 - 翌日8時00分、土 20時00分 - 翌日8時00分、日曜終日）
- 月曜
  - 温故知”真”（17時00分 - 18時00分、再放送：土 11時30分 - 12時30分）
  - 放課後電波倶楽部（19時30分 - 20時00分）
  - なうい洋一のコミカル症候群（20時00分 - 21時00分、再放送：土 14時00分 - 15時00分）
  - よかろうもんと川野淳のこんやもここで!!（22時00分 - 23時00分、再放送：土 19時00分 - 20時00分）
- 火曜
  - 仮面女子・雪乃しおりのわくわくサワー（17時00分 - 18時00分、再放送：土 10時00分 - 11時00分）
  - Smile Girls（19時30分 - 20時00分、再放送：土 17時00分 - 17時30分）
  - 週刊!本庄強（20時00分 - 21時00分）
  - PGP RADIO（22時00分 - 23時00分）
- 水曜
  - 鉄ちゃん親父ラジオ〜出発進行〜（17時00分 - 18時00分）
  - PoP☆Time（19時30分 - 20時00分、再放送：土 17時30分 - 18時00分）
  - ぐっさんの情報キャッチ（20時00分 - 21時00分、再放送：土 16時00分 - 17時00分）
  - ぼっけぇラヂオ（22時00分 - 23時00分）
- 木曜
  - どこでも珍道中（17時00分 - 17時30分、再放送：土 11時00分 - 11時30分）
  - 英語を学ぼう!!（17時30分 - 18時00分）
  - ふぁんふぁに放送局（19時30分 - 20時00分）
  - イッシーのビシ叩きドラミーゴ（20時00分 - 21時00分、再放送：土 13時00分 - 14時00分）
  - Fumily Mart〜れげぇの時間〜（22時00分 - 23時00分）
- 金曜
  - 元気が出るラジオ（17時00分 - 18時00分、再放送：土 15時00分 - 16時00分）
  - ひろこの音部屋（19時30分 - 20時00分、再放送：土 12時30分 - 13時00分）
  - 夜は行け行け!ドーンと歌謡曲（20時00分 - 21時00分、再放送：土 18時00分 - 19時00分）
  - あるこーる6%（22時00分 - 23時00分）
- 終了した番組
  - NEWS MOMMY（月 - 金 16時30分-18時00分）
  - あっこのさんぽみち（月 20時00分 - 21時00分）
  - ゆる〜いラジオ（月 22時00分 - 23時00分）
  - Melody☆Room（火 18時30分 - 19時00分）
  - NO PLAN BOYS（木 20時00分 - 21時00分）
  - I'm so happy（木 22時00分 - 23時00分）
  - sound55!!（金 19時00分 - 19時30分）
  - 漆黒霧刃電波塔（金 22時00分 - 23時00分）

## 763（NAROMI）
MegaWAVE76.3改称時に設定されたイメージキャラクターである。年齢は14歳、身長152cm。